# Coua primaeva
Coua primaeva (коуа Мілна-Едвардса) — вимерлий вид зозулеподібних птахів родини зозулевих (Cuculidae), що був ендеміком Мадагаскару. Описаний у 1895 році за скам'янілою цівкою. 

## Опис
Довжина цівки коуа Мілна-Едвардса становить 84 мм. Вона є довшою і тоншою за цівку вимерлого біловолого коуа (70 мм) і за цівку нині живого великого коуа (69 мм), однак є меншкою за цівку викопного Coua berthae. 

## Вимирання
Скам'янілі рештки коуа Мілна-Едвардса мають вік приблизно 1980±150 років. Імовірно, цей вид вимер внаслідок полювання.